# حشره‌خوار پنهان جاوه‌ای
حشره‌خوار پنهان جاوه‌ای یا حشره‌خوار دم‌دراز جاوه‌ای (نام علمی: Crocidura abscondit)، که همچنین به اشتباه Crocidura absconditus نیز نامیده می‌شود) گونه‌ای از پستانداران خانواده حشره‌خواران است. این گونه بوم‌زاد جزیره جاوه در اندونزی است.